# Art'owr Mkrtčyan (calciatore)
Art'owr Azatovič Mkrtčyan (in armeno Արթուր Մկրտչյան?; in russo Артур Азатович Мкртчян?, Artur Azatovič Mkrtčjan; Erevan, 9 agosto 1973) è un allenatore di calcio ed ex calciatore armeno, assistente del Pyunik.

## Palmarès

### Giocatore

#### Competizioni nazionali
- Campionato armeno: 6

P'yownik: 1995-1996, 1996-1997, 2001, 2002, 2003, 2004
- Coppa d'Armenia: 3

P'yownik: 1995-1996, 2002, 2004
- Supercoppa d'Armenia: 3

P'yownik: 1997, 2002, 2004